# Maria de Lourdes Teixeira
Maria de Lourdes Teixeira (São Pedro, 25 de marzo de 1907 - 1989) fue una escritora, traductora, biógrafa y periodista brasileña más conocida por haber recibido el Premio Jabuti de Literatura en la categoría novela en 1961 y 1970 por Rua Augusta y Pátio das Donzelas respectivamente. Además, fue la primera mujer en ser aceptada en la Academia Paulista de Letras.
Debutó en el ámbito literario en la década de 1920 al publicar un par de relatos en la revista Papel e Tinta, mientras que alrededor de 1952 participó en el periódico O Estado de S. Paulo.
En el ámbito personal, se casó en segundas nupcias con el también académico José Geraldo Vieira (1897-1977), mientras que su hijo Rubens Teixeira Scavone (1925-2007) también perteneció a la Academia Paulista y fue ganador del Premio Jabuti en la categoría novela en 1973 por Clube de Campo.

## Obra

### Novela
- Raíz amarga (1960).
- Rua Augusta (1963).
- O pátio das Donzelas (1969).
- O banco de Três Lugares (1975).
- A virgem noturna (1975).

### Cuento
- O criador de centauros (1964).
- Todas as horas de um homem (1983).

### Otros
- A carruagem alada (memorias, 1986).
- O pássaro-tempo (1968).
- A Ilha da Salamandra (1976).
- Graça Aranha (1952).
- Esfinges de papel (ensayo, 1966).